# هاينس بوك
هاينس بوك (بالإنجليزية: Hannes Bok)‏ (2 يوليو 1914، كانساس سيتي في الولايات المتحدة - 11 أبريل 1964، نيويورك في الولايات المتحدة)؛ روائي أمريكي.